# Incontriamoci a Las Vegas
Incontriamoci a Las Vegas (Play It to the Bone) è un film del 1999 di Ron Shelton.

## Trama
Vince e Cesar sono due pugili spesso disoccupati a cui capita una grande occasione: 50.000 dollari a testa se riescono a raggiungere Las Vegas il più rapidamente possibile per l'incontro di contorno di un match per il titolo mondiale. Il viaggio avventuroso e pieno di ricordi della vita passata si conclude felicemente: i due si sfidano sul ring, in palio, oltre alla prestigiosa vittoria, anche il cuore di Grace. La sfida finisce in parità e i soldi appena vinti finiscono velocemente in fumo al casinò. La loro avventura, però, gli riserverà ancora una piacevole sorpresa.

## Produzione
Tra gli spettatori dell'incontro tra Vince e Cesar si può intravedere più volte gli attori James Woods, Wesley Snipes e Kevin Costner, il cantante Rod Stewart e i pugili George Foreman e Mike Tyson, che recitano dei piccoli camei nella parte di loro stessi.